# Tỉnh quốc hồn ca
Tỉnh quốc hồn ca là tác phẩm của nhà chí sĩ Phan Châu Trinh, gồm hai phần (I và II) viết theo thể thơ song thất lục bát, nhưng ra đời vào hai thời điểm khác nhau trong lịch sử văn học Việt Nam.

## Giới thiệu sơ lược

### Tỉnh quốc hồn ca I
Năm 1906, Phan Chu Trinh đi Nhật Bản trở về, sau đó ông viết Tỉnh quốc hồn ca I. Năm 1907, tác phẩm được phổ biến lần đầu tiên trong các trường kiểu mới ở Quảng Nam và trong trường Đông Kinh nghĩa thục ở Hà Nội, sau đó lan truyền ra nhiều nơi khác.
Bấy giờ, có một số nhà yêu nước cho rằng nhân dân Việt đang ở trong mê mộng: mộng khoa cử, mộng quan trường, mộng xôi thịt,...hoặc nói một cách tượng trưng là hồn nước đã mê, đã lạc...cho nên phải gọi dậy để đi theo con đường tự lập, tự cường.... Vì lẽ đó, Tỉnh quốc hồn ca I và các tác phẩm đồng thời của các nhà chí sĩ khác, như Đề tỉnh quốc dân ca, Hải ngoại huyết thư, Á Tế Á ca, Chiêu hồn nước, Hợp quần doanh sinh thuyết, v.v...đã ra đời nhằm mục đích ấy.
Căn cứ Tây Hồ Phan Chu Trinh di thảo do Đốc học Lê Ấm xuất bản ở Quy Nhơn năm 1945, thì Tỉnh quốc hồn ca I gồm 472 câu thơ song thất lục bát, xếp vào 12 đoạn.
Trong đoạn đầu, sau khi nêu quá khứ vẻ vang oanh liệt của dân tộc Việt, tiếp đến là chỉ trích lỗi lầm của người trên kẻ dưới đã làm cho nước nhà lụn bại. Từ đó, tác giả đặt vấn đề: phải học tập theo người Âu, người Mỹ (nội dung của 11 đoạn sau). Theo giáo sư Nguyễn Huệ Chi, tác giả đã so sánh nhiều phương diện về dân khí dân trí của các nước văn minh trên thế giới với dân tình của nước Việt đại để như sau:
1. Trong khi người nước ngoài có chí cao, dám chết vì việc nghĩa, vì lợi dân ích nước; thì người nước mình tham sống sợ chết, chịu kiếp sống nhục nhã đoạ đày.
2. Trong khi người ta dẫu sang hay hèn, nam hay nữ ai cũng lo học lấy một nghề; thì người mình chỉ biết ngồi không ăn bám.
3. Trong khi họ có óc phiêu lưu mạo hiểm, dám đi khắp thế giới mở mang trí óc; thì ta suốt đời chỉ loanh quanh xó bếp, hú hí với vợ con.
4. Trong khi họ có tinh thần đùm bọc, thương yêu giúp đỡ lẫn nhau; thì ta lại chỉ quen thói giành giật, lừa đảo nhau vì chữ lợi.
5. Trong khi họ biết bỏ vốn lớn, giữ vững chữ tín trong kinh doanh làm cho tiền bạc lưu thông, đất nước ngày càng giàu có; thì ta quen thói bất nhân bất tín, cho vay cắt cổ, ăn quỵt vỗ nợ, để tiền bạc đất đai trở thành vô dụng.
6. Trong khi họ biết tiết kiệm tang lễ, cư xử hợp nghĩa với người chết; thì ta lo làm ma chay cho lớn, đến nỗi nhiều gia đình bán hết ruộng hết trâu.
7. Trong khi họ ra sức cải tiến phát minh, máy móc ngày càng tinh xảo; thì ta đầu óc thủ cựu, ếch ngồi đáy giếng, không có gan đua chen thực nghiệp.
8. Trong khi họ giỏi tổ chức công việc, sắp xếp giờ nghỉ giờ làm hợp lý, thì ta chỉ biết chơi bời, rượu chè cờ bạc, bỏ bê công việc.
9. Trong khi họ biết gắng gỏi tự lực tự cường, tin ở bản thân; thì ta chỉ mê tín nơi mồ mả, tướng số, việc gì cũng cầu trời khấn Phật.
10.Trong khi họ làm việc quan cốt ích nước lợi dân, đúng là "đầy tớ" của dân, được dân tín nhiệm; thì ta lo xoay xở chức quan để no ấm gia đình, vênh vang hoang phí, vơ vét áp bức dân chúng, v.v...
Nhìn chung, tác phẩm cổ vũ một sự cách tân xã hội theo chiều hướng dân chủ tư sản, và đối tượng kêu gọi là tầng lớp trung lưu và thượng lưu lúc bấy giờ. Cùng với các bài hiệu triệu khác, Tỉnh quốc hồn ca I đã góp phần không nhỏ vào công cuộc canh tân tự phát của nhân dân (tức phong trào Duy Tân) vào đầu thế kỷ 20.

### Tỉnh quốc hồn ca II
Phan Châu Trinh viết Tỉnh quốc hồn ca II vào khoảng năm 1922 khi đang lưu vong tại Pháp, trong bối cảnh còn nóng nổi những vấn đề thời sự; như việc giải ngũ và hồi hương những người lính mộ ở Đông Dương, cuộc ngự du sang Pháp của vua Khải Định (tháng 5 năm 1922)...
Buổi đầu tác phẩm chỉ được lưu truyền bằng chép tay, mãi đến năm 1925, tờ Việt Nam hồn mới đăng trọn bài, và sau đó được bí mật gửi về nước. Tháng 1 năm 1927, Tỉnh quốc hồn ca II được tờ Tân Thế kỷ cho đăng, nhưng bị sở Kiệm duyệt lúc bấy giờ cắt bỏ chỉ còn 310 câu.
Theo bản chép tay của bà Phan Thị Châu Liên (con gái đầu của Phan Châu Trinh), sau được in trong Thơ văn Phan Bội Châu, thì Tỉnh quốc hồn ca II gồm 480  câu thơ song thất lục bát, được phân thành 5 đoạn, có đại ý như sau:
- Đoạn mở đầu, nhắc lại quá khứ oai hùng của dân tộc Việt, đồng thời phê phán nhà Nguyễn đã nhắm mắt bắt chước luật pháp, khoa cử của nhà Thanh, đẻ ra một bộ máy cầm quyền hủ bại dẫn đến nước mất về tay thực dân Pháp.
- Đoạn 2 nhấn mạnh sự hy sinh xương máu và tiền của người Việt giúp nước Pháp trong Thế chiến I; nhưng lại bị nước Pháp đối đãi tệ bạc, lừa bịp, vắt chanh bỏ vỏ, tăng sưu thuế, giám sát và vơ vét cả khi người Việt đi lính trở về.
- Đoạn 3, công kích thực dân Pháp đầu độc dân Việt bằng thuốc phiện và rượu, đánh nhiều loại thuế vô lý, bắt bớ giam cầm người yêu nước, và cho lưu hành những thứ báo chí vô bổ trong khi cấm đoán sách báo tiến bộ.
- Đoạn 4, ngay ở chính quốc nhà nước Pháp cũng lập những tổ chức đàn áp Việt kiều, bày trò triển lãm, đưa các đoàn đại biểu sang Pháp "đóng tuồng", làm nhục quốc thể và hoang phí tiền của dân Việt.
- Đoạn cuối, phê phán hạng trí thức người Việt chỉ biết "nương hơi dựa bóng" làm cho người ta đi sai đường, lạc lối; và kêu gọi một sự hợp tác Pháp-Việt thực lòng, cũng như một chính sách tự trị cho Việt Nam.
Phần có giá trị lâu dài, là phần phê phán và tố cáo các hạng người trên, chiếm đến 80% chiều dài của tác phẩm.

## Nhận xét
Sau khi phân tích và so sánh phần I và phần II của tác phẩm Tỉnh quốc hồn ca, Nguyễn Huệ Chi có nhận xét như sau: 
...Nếu "Tỉnh quốc hồn ca I", Phan Châu Trinh có thể dùng lời lẽ bốp chát thoải mái; thì đến "Tỉnh quốc hồn ca II", đối tượng phê phán thay đổi, phải đối thoại trực tiếp với kẻ nắm quyền lực là nhà cầm quyền Pháp, nghệ thuật phê phán của ông cũng thay đổi. Không thể chỉ mặt vạch tên đối tượng bằng cách nói sỗ sàng, ngôn từ thông tục vốn là ưu thế của giọng thơ châm chích của ông được cân nhắc giảm thiểu, những câu chữ góc cạnh bị tước bớt, lời thơ có vẻ chừng mực, chỉn chu hơn. Thế nhưng nhìn cho kỹ, ở hai bài này vẫn giữ được ngữ khí của riêng ông...

## Trích tác phẩm
- Tỉnh quốc hồn ca I: Sau khi nêu quá khứ vẻ vang oanh liệt của dân tộc Việt, tiếp đến là chỉ trích lỗi lầm của người trên kẻ dưới đã làm cho nước nhà lụn bại. Trích giới thiệu một số câu:

| ...Người khanh tướng kẻ tấn thân Trăm nghề, hỏi có trong thân nghề nào? Chẳng qua là quơ quào ba chữ, May ra rồi ăn xớ của dân. Khoe khoang rộng áo dài quần, Tráp giày bệ vệ, rần rần ngựa xe. Còn bậc dưới ngo ngoe vô kể, Học cúi luồn kiếm thế vơ quào. Thầy tư lại, bác kỳ hào, Gặm xương, mút đũa lao nhao như ruồi. Lại có kẻ lôi thôi bậc giữa, Trên lỡ quan, dưới nữa lỡ dân. Ấy là học sĩ văn nhân, Ăn sung mặc sướng mà thân không làm. Người trên đã lam nham như thế, Những dân ngu sá kể làm chi. Rượu chè cờ bạc li bì, Sinh ra trộm cướp, nghề gì mà mong?... ...Người ta chẳng tưởng mơ quyền tước, Làm quan cốt giúp nước giúp dân. Những ai khanh tướng công thần, Ai ai cũng phải lấy dân làm nề. | Nào là kẻ đủ bề tài trí, Nào là người cả chí kinh luân, Tiếng khen khắp cả xa gần, Trong khi tuyển cử thì dân nó bầu. Chẳng hể phải lòng sau cúi trước, Cũng chư hề chạy ngược chạy xuôi. Đến khi được chức lên ngôi, Dẫu quan quyền nước, thực tôi dân nhà... ...Ấy cũng là một gương tỏ rõ, Để cho ta thử đọ mà coi. Người mình không đức không tài, Ham quan ham tước chen vai cúi đầu. Cửa quyền môn mai chầu tối chực, Đua chen nhau rạo rực như sôi. Cửa tiền cửa hậu lăn vùi, Cùng ra đến giậu chó chui cũng lòn. Mình được rồi lo con lo cháu, Lạ làng thay cái máu tham quan. ...Dân nghèo nước khó mặc lòng, Cốt mình giữ đặng trong vòng ấm no... ...Nghĩ mình thua sút muôn phần, Anh em ta phải đua chân mới là. |

- Tỉnh quốc hồn ca II: Tương tự như Tỉnh quốc hồn ca I, sau khi nhắc lại quá khứ oai hùng của dân tộc Việt, tác giả bắt đầu phê phán, trích một số câu:

| ...Hiềm vì nỗi học hành sai lối, Thóc vứt đi, rơm bổi quơ về. Sai lầm từ thuở nhà Lê, Bước qua nhà Nguyễn sa bê lần lần. Pháp luật đủ mười phần thao thiết, Mượn của người chẳng biết nghĩ xa, Người dùng độc thuốc người ta, Mình đem về để thuốc bà thuốc con. Cấm chẳng được hỏi đon việc nước, Cấm chẳng cho ao ước thở than. Thi văn ba họ hàm oan, Công thần như thế ai còn hở môi? Người cương trực lo lui bước trước, Lũ nịnh thần lần lượt đầy sân, Vua tôn như thánh như thần, Phận tôi rơm rác, thần dân trâu bò... ...Pháp luật thế, học cùng như thế Mấy trăm năm lưu tệ đến đâu! Vua ngồi thăm thẳm cung sâu, Một đời chỉ biết đè đầu dân đen. Dưới đại thần đua chen tước lộc, Ngoài trăm quan hì hục thân danh, Cúi lòn đút lót đủ vành, Làm quan cốt để rán sành dân ngu. Thói tham lam nhuộm sâu đến tủy, Máu ham quan như đĩ ham tiền, Đua tranh những việc nhãn tiền, Biết đâu nghĩa vụ, công quyền là đâu!... | ...Trên vua đã lờ mờ như ngủ, Ngày trót đêm vịnh phú ngâm thi, Bá quan văn võ biết chi, Trung thành chỉ có lạy qùi mà thôi. Đánh cũng chết, hòa rồi cũng chết, Bốn mươi năm gió quét sạch không! Ông cha gầy dựng non sông, Mà nay nông nổi, đau lòng xiết bao! Song những kẻ lo sâu nghĩ kỹ, Mình xét mình ngẫm nghĩ mà coi: Nên hư chẳng bởi người ngoài, Xưa nay thịt thúi, thì giòi mới sinh! Vậy những nỗi bất bình để đó, Quyết theo thầy gắng gổ học hành, Đừng điều yêu chuộng hư danh, Phải lo việc thực mới thành đặng công... Sau đó, tác giả mơ ước: ...Ước chánh trị ngày rộng rãi, Dắt ta theo vào cõi văn minh, Hiến chương pháp luật ban hành, Nói năng nghĩ ngợi thỏa tình tự do. Ước học hành mở cho xứng đáng, Đừng vẽ hình vẽ dạng cho qua, Công thương kỹ nghệ chuyên khoa, Trí tri cách vật cho ta theo cùng, Cuộc điều dưỡng mở trong dân sự, Nẻo giao thông tứ xứ sơn lâm, Làm cho ba tánh yên tâm, Làm cho kinh tế càng năm càng giàu... |